# 지금 우리 학교는
《지금 우리 학교는》은 주동근 작가의 네이버 웹툰의 수요일 웹툰으로 2009년 5월 13일부터 2011년 11월 2일까지 연재했던 웹툰이다.

## 미디어 믹스
2020년 4월, 넷플릭스 오리지널 시리즈 제작 소식이 전해졌으며, 이재규 감독이 연출을 맡는다.
2020년 7월, 극을 이끌어갈 주요 학생 5명의 배우들이 최종 캐스팅 확정되었다는 공식 보도가 
나왔다. 이청산 역의 윤찬영, 남온조 역의 박지후, 최남라 역의 조이현, 이수혁 역의 로몬, 윤귀남 역의 유인수이다.